# Eldred Pottinger

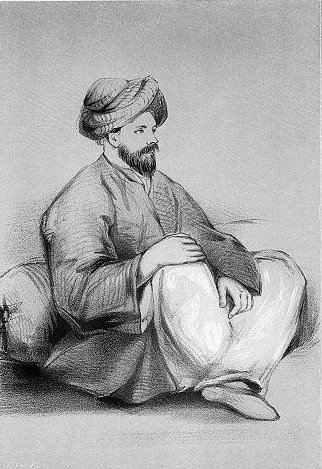
Eldred Pottinger

Eldred Pottinger CB (ur. 1811, zm. 15 listopada 1843 w Hongkongu) – brytyjski wojskowy i dyplomata.
W 1827 r. rozpoczął służbę w artylerii Armii Bombaju. Po kilku latach służby został przydzielony do departamentu politycznego, kierowanego przez pułkownika Henry’ego Pottingera. W 1837 r. został wysłany do Afganistanu. Po przybyciu do Heratu, zagrożonego przez armię perską, zaoferował swoje usługi afgańskiemu dowódcy i wziął udział w zakończonej sukcesem obronie miasta. Otrzymał za to podziękowania od gubernatora generalnego lorda Aucklanda, stopień majora oraz Order Łaźni, a także stanowisko oficera politycznego w Heracie.
Po wybuchu I wojny brytyjsko-afgańskiej został oficerem politycznym w Kohistanie. Po wybuchu rebelii w 1841 r. wycofał się do Czarikaru. Na czele oddziału Gurkhów wytrzymał tam 14-dniowe oblężenie, po czym przebił się do głównych sił w Kabulu. Pottinger został wówczas ranny w nogę. Tam wobec śmierci Williama Macnaghtena, został wysłannkiem brytyjskim na dwór afgański i prowadził z Akbarem Chanem negocjacje na temat ewakuacji Armii Indusu.
Podczas odwrotu wojsk brytyjskich w styczniu 1842 r., Pottinger został jednym z zakładników wydanych Akbarowi Chanowi, dzięki czemu uniknął śmierci podczas masakry wojsk na przełęczy Khyber. Uwolniony jesienią przez Armię Retrybucyjną generała Pollocka powrócił do Indii. Zmarł w 1843 r. podczas wizyty w Hongkongu.